# Йоанис Трамбадзис
Йоанис Трамбадзис (на гръцки: Ιωάννης Τραμπατζής) е гръцки търговец и благотворител от XIX век.

## Биография
Йоанис Трамбадзис е роден в 1813 година в западномакедонския град Сятища, тогава Османската империя, днес Гърция, в семейството на Михаил и Полизотра. Млад емигрира във Влашко - в град Златина и Букурещ, където живее дълги години, преди да се обърне обратно в Гърция. Занимава се успешно с търговия и придобива голямо богатство. След 1878 година се установява на Корфу и става гръцки гражданин. Чрез лекаря Йоанис Пайкос се свързва с първенците на Сятища и предлага да отпуска редовна сума, за създаване на образователна институция. Трамбадзис дарява на Сятища повече пари от договоренето и в 1888 година построява училищна сграда, проектирана от архитект К. Пипилянкас. Трамбадзис поема и разходите за поддръжката и оперирането на училището.
Трамбадзис умира на 3 януари 1890 година в Атина.